# MKKS Żak Koszalin
Międzyszkolny Koszaliński Klub Sportowy Żak Koszalin – klub koszykarski z Koszalina, założony w 1994 roku. W sezonie 2024/2025 grający w I lidze koszykówki. W sezonie 2020/2021 zwyciężył w rozgrywkach II ligi i uzyskał prawo do gry w I lidze koszykówki. W pierwszym sezonie gry na szczeblu I ligi klub zajął 12. miejsce w tabeli.

## Skład

### Sezon 2021/2022
Stan na 6 lutego 2022 na podstawie.
| Nr | Poz. | Nar.   | Nazwisko i imię     | Data urodzenia | Wzrost | Masa ciała |
| -- | ---- | ------ | ------------------- | -------------- | ------ | ---------- |
| 1  | PF   | Polska | Szewczyk, Maciej    | 1994-03-15     | 202 cm |            |
| 2  | PG   | Polska | Tomaszewski, Marcin | 1998-07-18     | 193 cm |            |
| 3  | PG   | /      | Lungwana, Fineto    | 1994-04-28     | 190 cm |            |
| 5  | PG   | Polska | Koziorowicz, Konrad | 1989-09-19     | 180 cm |            |
| 6  | C    | Polska | Kwaterski, Adrian   | 2001-05-02     | 195 cm |            |
| 7  | PG   | Polska | Naczlenis, Eryk     | 1999-01-21     | 175 cm |            |
| 8  | SF   | Polska | Czubak, Paweł       | 1993-05-17     | 190 cm |            |
| 9  | F    | Polska | Sewioł, Wiktor      | 1997-01-24     | 198 cm |            |
| 11 | G/F  | Polska | Dłoniak, Jakub      | 1983-10-29     | 194 cm |            |
| 15 | SF   | Polska | Zarzeczny, Marcin   | 1987-05-26     | 195 cm |            |
| 22 | G    | Polska | Pryć, Mateusz       | 1998-06-11     | 190 cm |            |
| 27 | SG   | Polska | Kręc, Łukasz        | 2000-02-17     | 171 cm |            |
| 33 | C/F  | Polska | Czyż, Mikołaj       | 1998-06-02     | 205 cm |            |
| 34 | C    | /      | Harris, Darrell     | 1984-05-25     | 208 cm |            |

Trener:  Piotr Ignatowicz